# Filosofía marxista soviética
La filosofía marxista soviética era la filosofía predominante en la antigua Unión de Repúblicas Socialistas Soviéticas.

## Historia
Surgida luego de la Revolución de Octubre, la filosofía marxista soviética comenzó luchando contra las tendencias filosóficas burguesas, así como las del menchevismo. En 1922 se fundó la revista Bajo la Bandera del Marxismo, principal exponente de esta corriente.
A partir de fines de la década de 1920, la filosofía marxista soviética polemizó con el materialismo mecanicista y contra nuevas manifestaciones de idealismo. En esa época surgieron los primeros manuales de materialismo dialéctico e histórico. Los filósofos marxistas soviéticos buscaban atraer a los naturalistas, así como planteaban los problemas de la construcción del socialismo y la revolución cultural.
Posteriormente, Stalin hizo que su trabajo Sobre el materialismo dialéctico y el materialismo histórico sea declarado la culminación del marxismo, sin discusión. Esto dejó de ser considerado así tras su muerte. También fue removido de los manuales y publicaciones su culto a la personalidad.

## Áreas de trabajo
Los filósofos marxistas soviéticos trabajaron en muchas áreas del conocimiento. Algunas de esas áreas y algunos de sus exponentes se detallan a continuación.
Leyes de la edificación del comunismo, dialéctica del paso del socialismo al comunismo, fusión de las dos formas de propiedad socialista en la forma comunista, superación de las diferencias entre ciudad y campo y entre trabajo físico e intelectual: 
- G. M. Gak,
- G. I. Glezerman,
- L. F. Ilichov,
- F. V. Konstantínov,
- T A. Stepanián,
- V. P. Tugárinov,
- P. N. Fedoséiev,
- V. A. Fominá,
- G. P. Frántsev,
- D. I. Chesnokov.

Categorías del materialismo dialéctico, problema del sistema materialista de categorías y cuestiones filosóficas de la ciencia natural: 
- E. V. Iliénkov,
- B. M. Kédrov,
- P. V. Kopnín,
- I. Kolman,
- I. V. Kuznétsov,
- V. I. Omelianovski,
- M. N. Rutkiévich,
- V. I. Svicliersk,
- E. P. Sitkovski,
- A. G. Spirkin,
- B. S. Ukraíntsev,
- V. P. Chertkov.
- J. M. Fatáliev
- I. Andréiev
- Mitrofan Nikolaevich Alexeiev

Investigación crítica de la filosofía burguesa: 
- V. F. Asmus,
- M. P. Baskin,
- B. E. Bijovski,
- A. M. Deborin,
- M. A. Dynnik,
- M. T. Iovchuk,
- I. S. Kon,
- G. A. Kursánov,
- M. O. Makovielski,
- I. K. Melvil,
- M. B. Mitin,
- J. N. Momdzhian,
- I. S. Narski,
- T. I. Oizerman,
- O. V. Traitenberg,
- B. A. Chaguin,
- I. I. Shchipánov.
- P. P. Cherkashin

Moral comunista, ética marxista, lucha contra la supervivencia de criterios capitalistas en la conciencia y contra la religión: 
- I. A. Levada,
- A. F. Shishkin y otros.

Problemas de la estética (tanto la burguesa como la socialista): 
- I. B. Bórev,
- A. G. Yegórov,
- M. A. Lifschitz,
- M. F. Ovsiánnikov,
- Z. V. Smirnova,
- G. M. Friedländer.

Generalización de los resultados de la lógica matemática y de la semántica siguiendo un criterio materialista dialéctico:  
- K. S. Bakradze,
- I. K. Voishvilo,
- D. P. Gorski,
- A. A. Zinóviev,
- P. S. Popov,
- P. V. Tavants,
- S. A. Yanóvskaya.

Análisis filosófico de la cibernética y cuestiones de la psicología: 
- B. G. Ánaniev,
- A. N. Leóntiev,
- S. L. Rubinstein,
- B. M. Tieplov.
- K. A. Abuljánova
- Vasily V. Davidov